# Marian Gold

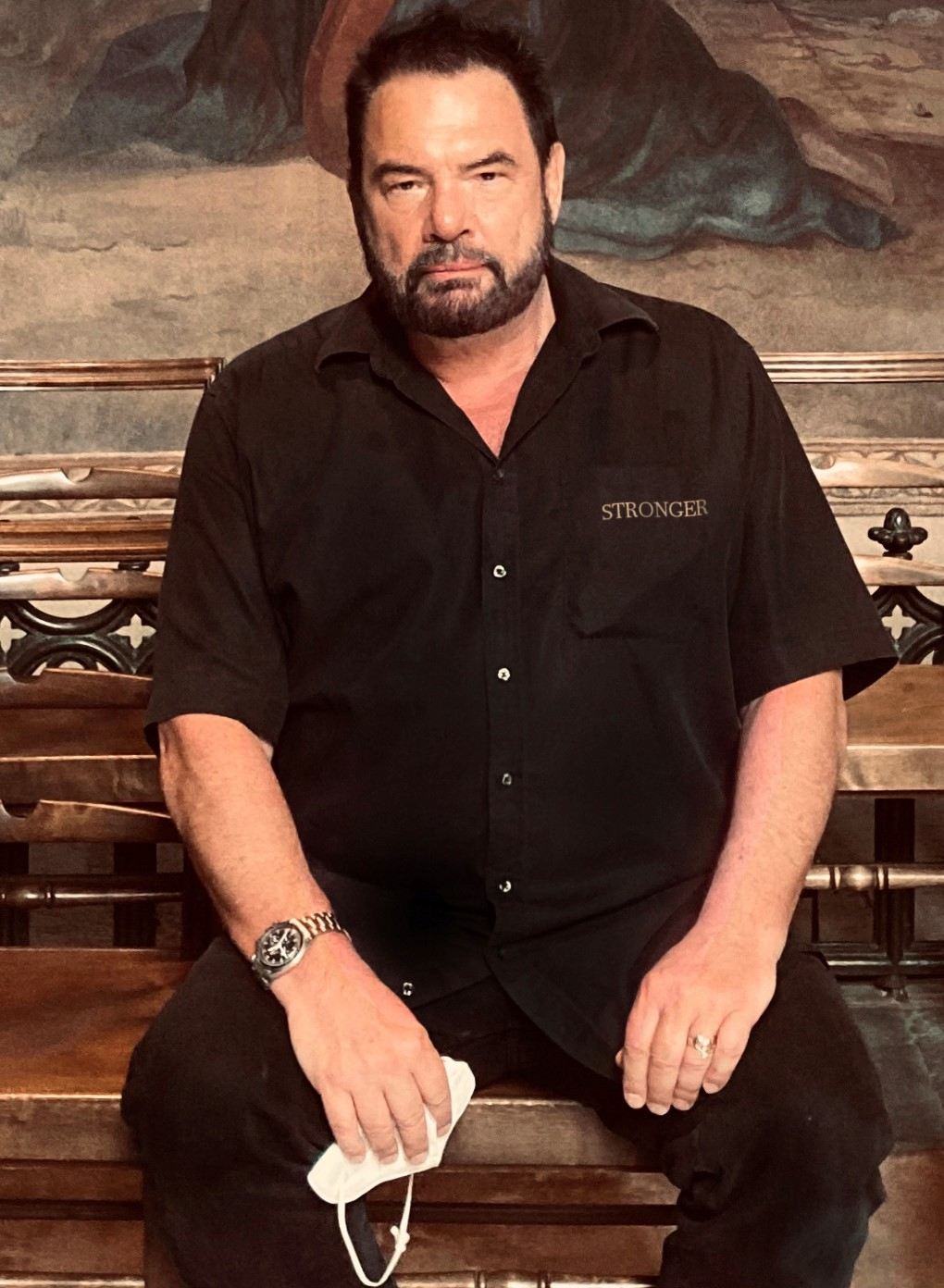
Marian Gold (2021)

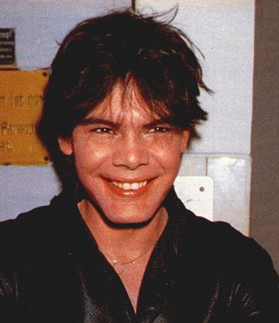
Marian Gold (1980er Jahre)

Marian Gold (* 26. Mai 1954 in Herford als Hartwig Schierbaum) ist ein deutscher Musiker. Er wurde in den 1980er-Jahren als Sänger der von ihm mitgegründeten Band Alphaville bekannt.

## Leben
Marian Golds Vater besaß eine Heizungsfabrik in Herford. Er hat eine jüngere und drei ältere Schwestern. Das Abitur legte er 1973 auf dem Internat Schloss Salem ab. Nach dem Wehrdienst zog er 1976 nach West-Berlin, wo er zeitweise obdachlos war und zur Hausbesetzer-Szene gehörte. 1980 zog er nach Münster und startete erste musikalische Versuche im siebenköpfigen Künstlerkollektiv Nelson Community (1981). 1982 gründete er zusammen mit Bernhard Lloyd und Frank Mertens das Pop-Trio Forever Young, aus dem 1983 die Band Alphaville entstand.
Der Synthie-Pop des Trios war vor allem von Gold geprägt, der in seinem androgynen Erscheinungsbild von David Bowie und Roxy Music beeinflusst war. Der Durchbruch kam 1984 mit der ersten Single Big in Japan, die zuerst in Deutschland, dann europaweit ein Top-10-Hit wurde. Anschließend erschienen die Folge-Hits Sounds Like a Melody und Forever Young, wobei insbesondere der letztere Hit mit seinen zahlreichen Coverversionen dank der Royaltys ihm bis heute finanzielle Unabhängigkeit beschert. 1985 zog die Band nach Berlin.
1986 trat er unentgeltlich beim Anti-WAAhnsinns-Festival gegen die geplante Wiederaufarbeitungsanlage Wackersdorf auf. Nach weiteren Alben und Multimedia-Projekten arbeitete Gold in den 1990er Jahren als Solokünstler. 1992 erschien das Solo-Album So Long, Celeste. 1996 folgte mit United das zweite, von Rupert Hine produzierte Soloalbum, das ein mäßiger kommerzieller Erfolg war.
Seit 1993 tritt Gold unter dem Namen Alphaville auch live auf. Die Band veröffentlicht weiterhin Lieder, Alben und Remixe, die vornehmlich über das Internet vertrieben werden. Nach dem Ausstieg von Bernhard Lloyd im Jahr 2003 ist Gold das letzte verbliebene Alphaville-Gründungsmitglied.
Nebenher realisierte Gold Soloprojekte: So trat er 2001 mit der Band Sputnik Roadhouse im Fernsehfilm Klassentreffen – Mordfall unter Freunden (Sat.1) auf und tourte 2002 mit der The Nokia Night of the Proms durch Deutschland. 2003 sang er den „Gesandten“ in der Oper L'invenzione degli angeli / Die Erfindung der Engel von Klaus Schulze und Hermann Schneider. 2005 nahm er im Duett mit dem hannoverschen DJ Kai Hawaii dessen Lied Für Dich auf, das im Online-Computerspiel Dark Age of Camelot enthalten ist. 2018 war er Teilnehmer der Fernsehshow Sing meinen Song – Das Tauschkonzert.
Gold ist Vater von sieben Kindern, die von vier verschiedenen Müttern stammen. Er ist verheiratet und lebt in Berlin.

## Soloveröffentlichungen

### Alben
- 1992: So Long Celeste
- 1996: United

### Singles
- 1986: Tschernobyl (Das letzte Signal) (als Teil von Wolf Maahn & Unterstützung)
- 1992: And I Wonder
- 1992: Today (Promo)
- 1993: One Step Behind You
- 1996: Danger in your Paradise
- 1996: Feathers and Tar (Promo)